# Вікарюк Олег Мирославович
Олег Мирославович Вікарюк (19 травня 1979, Івано-Франківськ) — український футболіст, що грав на позиції нападника і півзахисника. Відомий за виступами в командах першої української ліги «Львів», «Прикарпаття» (Івано-Франківськ), та МФК «Миколаїв»; загалом зіграв у першій лізі України близько 200 матчів.

## Клубна кар'єра
Олег Вікарюк народився в Івано-Франківську, та розпочав займатися футболом у місцевій ДЮСШ при клубі «Прикарпаття», пізніше перейшов до Львівського училища фізичної культури. Розпочав виступи на футбольних полях у 1996 році в аматорській команді «Явір» з Яворова. У 1997 році Вікарюк став гравцем команди другої ліги «Цементник» з Миколаєва, проте вже за півроку став гравцем команди першої ліги «Львів». У складі львівської команди футболіст швидко став гравцем основного складу, а в сезоні 1998—1999 років став одним із її найкращих бомбардирів, відзначившись 10 забитими м'ячами. Проте пізніше Вікарюк втратив місце в основному складі, й після 83 проведених матчів перейшов до складу команди першої ліги зі свого рідного міста «Прикарпаття», в футбольній школі якої він розпочав займатися футболом. У складі івано-франківського клубу, перейменованого пізніше на «Спартак», Олег Вікарюк грав до кінця 2004 року, паралельно грав також і у фарм-клубах івано-франківців у другій лізі «Прикарпаття-2» і «Спартак-2», став у складі останнього переможцем групового турніру другої ліги.
Протягом 2005 року Олег Вікарюк грав у команді другої ліги «Кримтеплиця», а на початку 2006 року став гравцем іншої команди другої ліги МФК «Миколаїв», з якою здобув путівку до першої ліги, та грав у її складі вже в першій лізі до кінця 2007 року. На початку 2008 року Вікарюк грав у складі команди другої ліги «Нива» з Тернополя. Пізніше до 2015 року футболіст грав у низці аматорських команд Івано-Франківської області. Після остаточного завершення виступів на футбольних полях Олег Вікарюк працював тренером ДЮСШ «Прикарпаття» в Івано-Франківську.